# Przegląd Warszawski (1840–1842)
Przegląd Warszawski Literatury, Historii, Statystyki i Rozmaitości – miesięcznik wydawany w Warszawie od roku 1840 do 1842. Jego redaktorem był Budziłowicz. Ukazały się 24 zeszyty tego pisma.
Gazeta była wzorowana na francuskich "revues". 